# 34335 Ahmadismail
34335 Ahmadismail è un asteroide della fascia principale. Scoperto nel 2000, presenta un'orbita caratterizzata da un semiasse maggiore pari a 2,7654489 au e da un'eccentricità di 0,1362795, inclinata di 5,40774° rispetto all'eclittica.